# El Nido (Kalifornija)
El Nido je naseljeno područje za statističke svrhe u američkoj saveznoj državi Kalifornija. Prema popisu stanovništva iz 2010. u njemu je živjelo 330 stanovnika.